# Arrenaptenus machadoi
Arrenaptenus machadoi är en tvåvingeart som beskrevs av Schmitz 1958. Arrenaptenus machadoi ingår i släktet Arrenaptenus och familjen puckelflugor.
Artens utbredningsområde är Angola. Inga underarter finns listade i Catalogue of Life.